# فهرست قنات‌های شهرستان بهار
جدول زیر بر اساس آمار وزارت جهاد کشاورزیتهیه شده‌است. فهرست زیر قنات‌های شهرستان بهار در استان همدان را نشان می‌دهد.
| نام قنات               | موقعیت                    | نزدیک‌ترین روستا      | طول قنات (متر) | تعداد میله چاه | عمق مادر چاه | دبی (لیتر بر ثانیه) | سطح زیر کشت (هکتار) |
| ---------------------- | ------------------------- | -------------------- | -------------- | -------------- | ------------ | ------------------- | ------------------- |
| خیراله رحیم بخش        | بخش مرکزی شهرستان بهار    | حسین‌آباد             | ۱۵۰            | ۵              | ۶            | ۱۰                  | ۵                   |
| آب خوری                | بخش مرکزی شهرستان بهار    | سیمین                | ۲۵۰۰           | ۹۰             | ۱۵           | ۲۵                  | ۲۰۰                 |
| ابراهیم شهبازی صفا     | بخش صالح‌آباد شهرستان بهار | پرلوک                | ۲۵۰            | ۱۲             | ۷            | ۸                   | ۱۰                  |
| ابراهیم ضرغامی         | بخش لالجین شهرستان بهار   | گنبدان               | ۲۵۰            | ۱۰             | ۶            | ۶                   | ۱۰                  |
| احمد علی نوری          | بخش صالح‌آباد شهرستان بهار | لک                   | ۱۵۰            | ۴              | ۵            | ۱۵                  | ۵                   |
| احمد کشوری             | بخش مرکزی شهرستان بهار    | حسین‌آباد             | ۴۰۰            | ۲۰             | ۷            | ۱۰                  | ۲۰                  |
| احمدپاینده             | بخش مرکزی شهرستان بهار    | وهنان                | ۱۰۰            | ۳              | ۶            | ۸                   | ۵                   |
| اروجعلی فردی افشان     | بخش صالح‌آباد شهرستان بهار | قره آغاج             | ۱۵۰            | ۷              | ۷            | ۲۰                  | ۶                   |
| اسدکش گروهی            | بخش مرکزی شهرستان بهار    | سیمین                | ۵۰۰            | ۸              | ۱۰           | ۱۲                  | ۸                   |
| اسماعین عابدی          | بخش صالح‌آباد شهرستان بهار | پرلوک                | ۳۰۰            | ۱۸             | ۷            | ۶                   | ۲۰                  |
| اغچه کن                | بخش مرکزی شهرستان بهار    | زاغه                 | ۵۰۰            | ۳۰             | ۸            | ۲۵                  | ۲۰۰                 |
| اقیلباغی               | بخش مرکزی شهرستان بهار    | زاغه                 | ۴۰۰            | ۱۹             | ۸            | ۱۰                  | ۹۰                  |
| امیرخان بلاغی          | بخش لالجین شهرستان بهار   | گنبدان               | ۴۷۰            | ۲۵             | ۱۰           | ۲۰                  | ۳۰                  |
| اوزون دره              | بخش صالح‌آباد شهرستان بهار | همه کسی              | ۳۰۰            | ۹              | ۸            | ۱۵                  | ۳۰                  |
| اکبر گوهری             | بخش صالح‌آباد شهرستان بهار | حسین‌آباد آشوری       | ۲۰۰            | ۸              | ۶            | ۸                   | ۵                   |
| ایرج عربی مشتاق        | بخش صالح‌آباد شهرستان بهار | حسین‌آباد خدابنده     | ۱۲۰            | ۴              | ۵            | ۸                   | ۵                   |
| باباتیمور              | بخش مرکزی شهرستان بهار    | ابرومند              | ۵۰۰            | ۲۵             | ۱۲           | ۲۵                  | ۸۰                  |
| بالای راه روان         | بخش مرکزی شهرستان بهار    | سیمین                | ۴۰۰            | ۱۰             | ۸            | ۱۲                  | ۸                   |
| بحرعلی فرجی            | بخش لالجین شهرستان بهار   | میرزاحصاری           | ۱۵۰            | ۳              | ۴            | ۵                   | ۳                   |
| بلغاسمان               | بخش مرکزی شهرستان بهار    | ابرومند              | ۲۵۰            | ۶              | ۸            | ۱۲                  | ۸۰                  |
| بیرام علی بنی اقبال    | بخش صالح‌آباد شهرستان بهار | حسین قشلاق           | ۲۰۰            | ۱۰             | ۷            | ۸                   | ۱۰                  |
| بیرامعلی صالحی         | بخش مرکزی شهرستان بهار    | حسین‌آباد             | ۱۵۰            | ۵              | ۶            | ۸                   | ۲۰                  |
| تاج علی عادلی          | بخش صالح‌آباد شهرستان بهار | حاجی‌آباد اولیا       | ۱۵۰            | ۷              | ۶            | ۷                   | ۱۰                  |
| تارعلی یاری            | بخش صالح‌آباد شهرستان بهار | جلگه زاوه            | ۲۰۰            | ۱۰             | ۶            | ۱۰                  | ۲۰                  |
| جوانصیر اصلانی         | بخش صالح‌آباد شهرستان بهار | رسول‌آباد             | ۱۵۰            | ۴              | ۶            | ۶                   | ۴                   |
| جوانمیر اصلانی         | بخش صالح‌آباد شهرستان بهار | رسول‌آباد             | ۱۵۰            | ۶              | ۶            | ۸                   | ۵                   |
| جوانمیر کریمی          | بخش صالح‌آباد شهرستان بهار | اختاچی               | ۱۵۰            | ۴              | ۶            | ۵                   | ۲۰                  |
| حاج احمدکشاورزی و شرکا | بخش مرکزی شهرستان بهار    | زاغه                 | ۴۰۰            | ۱۹             | ۸            | ۲۰                  | ۹۰                  |
| حاج میرزابابا          | بخش صالح‌آباد شهرستان بهار | پرلوک                | ۲۰۰            | ۱۰             | ۷            | ۵                   | ۲۳                  |
| حاجعلی جواد نیا        | بخش لالجین شهرستان بهار   | جمشیدآباد            | ۲۰۰            | ۴              | ۷            | ۵                   | ۲۰                  |
| حسن عرشی فکور          | بخش صالح‌آباد شهرستان بهار | گوگ تپه              | ۲۰۰            | ۶              | ۷            | ۵                   | ۵                   |
| حسن مرادی              | بخش لالجین شهرستان بهار   | گنبدان               | ۱۵۰            | ۷              | ۶            | ۱۰                  | ۱۰                  |
| حسنعلی حیدری           | بخش صالح‌آباد شهرستان بهار | ساربانلر             | ۴۰۰            | ۱۸             | ۸            | ۹                   | ۱۵                  |
| حسین مهرابی            | بخش صالح‌آباد شهرستان بهار | پرتوک                | ۲۰۰            | ۱              | ۷            | ۱۲                  | ۱۰                  |
| حیدر ظفری              | بخش صالح‌آباد شهرستان بهار | همه کس               | ۱۵۰            | ۴              | ۶            | ۴                   | ۵                   |
| خیرالله سلیمانی        | بخش مرکزی شهرستان بهار    | وهنان                | ۱۵۰            | ۶              | ۵            | ۱۰                  | ۵                   |
| داش کهر سه رشته        | بخش صالح‌آباد شهرستان بهار | میحمله علیا          | ۵۰۰            | ۲۵             | ۸            | ۱۰                  | ۱۰۰                 |
| دحه کشوری              | بخش مرکزی شهرستان بهار    | حسین‌آباد             | ۲۵۰            | ۶              | ۸            | ۱۳                  | ۲۰                  |
| دحه کشوری              | بخش مرکزی شهرستان بهار    | حسین‌آباد             | ۱۵۰            | ۴              | ۸            | ۸                   | ۲۰                  |
| ذبیح الله فاتحی اعلم   | بخش صالح‌آباد شهرستان بهار | خوشاب                | ۱۵۰            | ۶              | ۷            | ۸                   | ۵                   |
| رضا حله آشیان          | بخش صالح‌آباد شهرستان بهار | حسین‌آباد             | ۲۰۰            | ۴              | ۶            | ۵                   | ۵                   |
| رضا عزیزی              | بخش صالح‌آباد شهرستان بهار | میحمله               | ۱۵۰            | ۵              | ۶            | ۶                   | ۵                   |
| رضا محتشم              | بخش مرکزی شهرستان بهار    | زاغه                 | ۲۰۰            | ۷              | ۷            | ۱۰                  | ۵                   |
| سیویس                  | بخش مرکزی شهرستان بهار    | رباط                 | ۲۵۰            | ۵              | ۱۰           | ۱۰                  | ۲۰                  |
| شادعلی سلیمی           | بخش صالح‌آباد شهرستان بهار | حسین‌آباد خدابنده     | ۵۰             | ۰              | ۰            | ۵                   | ۲                   |
| صفرعلی زارعی           | بخش مرکزی شهرستان بهار    | پرلوک                | ۱۰۰            | ۳              | ۵            | ۸                   | ۵                   |
| عبدالرسول وقاپور       | بخش صالح‌آباد شهرستان بهار | میحمله               | ۲۰۰            | ۴              | ۷            | ۱۰                  | ۵                   |
| عزت الله عمودی         | بخش صالح‌آباد شهرستان بهار | ساربانلر             | ۲۵۰            | ۱۰             | ۷            | ۸                   | ۲۵                  |
| عطاوفتاهمه کس          | بخش صالح‌آباد شهرستان بهار | همه کس               | ۴۰۰            | ۱۴             | ۱۰           | ۱۲                  | ۲۵                  |
| علی اشرف کشوری         | بخش صالح‌آباد شهرستان بهار | حسین‌آباد شوری        | ۲۵۰            | ۴              | ۸            | ۱۰                  | ۲۰                  |
| علی اله زارعی          | بخش مرکزی شهرستان بهار    | فیسجان               | ۱۵۰            | ۴              | ۶            | ۴                   | ۵                   |
| علی اله مرادی          | بخش صالح‌آباد شهرستان بهار | پرلوک                | ۴۰۰            | ۱۰             | ۸            | ۲۵                  | ۱۰                  |
| علی حسین تسلیم ملک     | بخش صالح‌آباد شهرستان بهار | حسین‌آباد             | ۲۰۰            | ۱۰             | ۷            | ۱۰                  | ۱۰                  |
| علی زارعی              | بخش لالجین شهرستان بهار   | شیخیجان              | ۲۰۰            | ۶              | ۷            | ۸                   | ۲۰                  |
| علی ملکی               | بخش صالح‌آباد شهرستان بهار | همه کس               | ۴۰۰            | ۲۰             | ۶            | ۲۰                  | ۲۰                  |
| عمه لقمانی             | بخش صالح‌آباد شهرستان بهار | میحمله               | ۲۰۰            | ۴              | ۶            | ۷                   | ۵                   |
| عمومی بالای‌آباد ی      | بخش صالح‌آباد شهرستان بهار | بهادر بیک            | ۲۵۰            | ۸              | ۷            | ۱۲                  | ۳۰                  |
| عمومی بالای‌آباد ی      | بخش صالح‌آباد شهرستان بهار | کمرش بلاغ            | ۳۰۰            | ۱۰             | ۷            | ۲۰                  | ۲۵                  |
| عمومی جاده گلی         | بخش لالجین شهرستان بهار   | جمشیدآباد            | ۲۰۰            | ۶              | ۵            | ۵                   | ۲۰                  |
| عمومی حاج حسن          | بخش لالجین شهرستان بهار   | لاله جین             | ۲۰۰۰           | ۶۰             | ۱۲           | ۴۰                  | ۱۰۰                 |
| عمومی حاجی‌آباد         | بخش لالجین شهرستان بهار   | چپقلو                | ۳۰۰            | ۱۲             | ۶            | ۸                   | ۳۰                  |
| عمومی حسن قشلاق        | بخش صالح‌آباد شهرستان بهار | حسن قشلاق            | ۴۰۰            | ۲۰             | ۸            | ۳۰                  | ۴۰                  |
| عمومی داخل روستا       | بخش لالجین شهرستان بهار   | چپقلو                | ۲۵۰            | ۸              | ۶            | ۱۰                  | ۵۰                  |
| عمومی سیدعلی           | بخش لالجین شهرستان بهار   | لاله جین             | ۳۰۰۰           | ۷۰             | ۱۵           | ۴۰                  | ۱۰۰                 |
| عمومی میرزا حصاری      | بخش لالجین شهرستان بهار   | میرزاحصاری           | ۴۵۰            | ۱۵             | ۸            | ۱۵                  | ۱۰۰                 |
| عمومی کردبلاغی         | بخش لالجین شهرستان بهار   | جمشیدآباد            | ۱۵۰            | ۳              | ۵            | ۱۰                  | ۱۵                  |
| عمومی کهریزده          | بخش لالجین شهرستان بهار   | جمشیدآباد            | ۳۰۰            | ۸              | ۶            | ۱۰                  | ۳۰                  |
| عمومی- دولت            | بخش صالح‌آباد شهرستان بهار | رسول‌آباد             | ۲۰۰            | ۷              | ۷            | ۱۰                  | ۲۰                  |
| عمومی- سبزی مرده       | بخش صالح‌آباد شهرستان بهار | رسول‌آباد             | ۳۰۰            | ۸              | ۷            | ۹                   | ۲۰                  |
| عمومی- سرو             | بخش صالح‌آباد شهرستان بهار | حسین‌آباد خدابنده     | ۱۵۰            | ۴              | ۷            | ۱۲                  | ۵۰                  |
| عمومی- چای درسی        | بخش لالجین شهرستان بهار   | ساری قمیش            | ۱۵۰            | ۴              | ۶            | ۱۰                  | ۲۰                  |
| عمومی- چشمه            | بخش صالح‌آباد شهرستان بهار | قیدعلی بلاغ          | ۳۰۰            | ۱۲             | ۷            | ۱۲                  | ۵۰                  |
| عمومی- کهریز بلاغ      | بخش صالح‌آباد شهرستان بهار | جهادآباد             | ۳۰۰            | ۱۰             | ۸            | ۹                   | ۴۰                  |
| عمومی- ین کهریز        | بخش صالح‌آباد شهرستان بهار | قیدعلی بلاغ          | ۲۵۰            | ۱۰             | ۸            | ۸                   | ۴۰                  |
| عمومی- یوخاری بلاغ     | بخش صالح‌آباد شهرستان بهار | جهادآباد             | ۲۰۰            | ۱۰             | ۶            | ۱۲                  | ۲۵                  |
| عنایت اله کریمی        | بخش صالح‌آباد شهرستان بهار | حسین قشلاقی          | ۲۵۰            | ۶              | ۸            | ۵                   | ۱۰                  |
| غلامرضا احمدی          | بخش لالجین شهرستان بهار   | چپقلو                | ۲۰۰            | ۱۰             | ۶            | ۱۵                  | ۲۰                  |
| غلامعلی ثابتی صلح      | بخش صالح‌آباد شهرستان بهار | دهنو                 | ۱۶۰            | ۴              | ۶            | ۷                   | ۵                   |
| غلامعلی فاطی نیک       | بخش صالح‌آباد شهرستان بهار | پرلوک                | ۲۰۰            | ۸              | ۶            | ۱۰                  | ۲۰                  |
| قاسمعلی قاسمی          | بخش لالجین شهرستان بهار   | گنبدان               | ۲۵۰            | ۱۰             | ۶            | ۱۰                  | ۲۰                  |
| قرق                    | بخش مرکزی شهرستان بهار    | زاغه                 | ۲۰۰۰           | ۷۰             | ۱۲           | ۲۰                  | ۱۰۰                 |
| قعله دالی گنبدان       | بخش لالجین شهرستان بهار   | گنبدان               | ۱۲۰۰           | ۷۰             | ۸            | ۲۵                  | ۳۰                  |
| قنات باشودره           | بخش مرکزی شهرستان بهار    | حسین‌آباد آشوری       | ۲۰۰            | ۷              | ۷            | ۸                   | ۲۰                  |
| قنات بالا کهریز        | بخش مرکزی شهرستان بهار    | سیمین                | ۲۰۰۰           | ۸۰             | ۱۲           | ۲۰                  | ۲۵۰                 |
| قنات جمهوری            | بخش صالح‌آباد شهرستان بهار | همه کسی              | ۳۰۰            | ۱۲             | ۷            | ۱۰                  | ۲۰                  |
| قنات سبزدره            | بخش مرکزی شهرستان بهار    | حسین‌آباد آشوری       | ۲۰۰            | ۷              | ۷            | ۸                   | ۲۰                  |
| قنات عمومی             | بخش صالح‌آباد شهرستان بهار | حسن قشلاقی           | ۴۰۰۰           | ۶۰             | ۱۵           | ۴۵                  | ۸۰                  |
| قنات عمومی             | بخش لالجین شهرستان بهار   | ساری قیش             | ۱۵۰            | ۴              | ۶            | ۸                   | ۳۰                  |
| قنات عمومی             | بخش لالجین شهرستان بهار   | ساری قیش             | ۳۰۰            | ۷              | ۶            | ۸                   | ۳۰                  |
| قنات عمومی             | بخش صالح‌آباد شهرستان بهار | اختاچی               | ۷۰۰            | ۳۰             | ۶            | ۳۰                  | ۲۰                  |
| قنات عمومی             | بخش صالح‌آباد شهرستان بهار | ساربانلر             | ۲۵۰            | ۸              | ۶            | ۸                   | ۸۰                  |
| قنات عمومی             | بخش صالح‌آباد شهرستان بهار | روان                 | ۵۰۰            | ۱۰             | ۸            | ۱۵                  | ۵۰                  |
| قنات عمومی             | بخش صالح‌آباد شهرستان بهار | چشمه کبود            | ۲۵۰            | ۱۰             | ۸            | ۱۲                  | ۵۰                  |
| قنات عمومی             | بخش صالح‌آباد شهرستان بهار | پهنه بر              | ۵۰۰            | ۷              | ۶            | ۲۵                  | ۳۰۰                 |
| قنات عمومی             | بخش صالح‌آباد شهرستان بهار | آب باریک             | ۳۰۰            | ۷              | ۸            | ۱۰                  | ۳۰                  |
| قنات عمومی             | بخش صالح‌آباد شهرستان بهار | آق کهریز             | ۲۵۰            | ۱۰             | ۷            | ۸                   | ۵۰                  |
| قنات عمومی             | بخش صالح‌آباد شهرستان بهار | همه کس               | ۵۰۰            | ۲۰             | ۱۰           | ۲۵                  | ۵۰                  |
| قنات عمومی             | بخش مرکزی شهرستان بهار    | گرشران               | ۱۰۰            | ۵              | ۶            | ۸                   | ۱۰                  |
| قنات عمومی             | بخش صالح‌آباد شهرستان بهار | اکبرآباد             | ۵۰۰            | ۱۳             | ۸            | ۱۲                  | ۳۶                  |
| قنات عمومی             | بخش صالح‌آباد شهرستان بهار | میحمله               | ۲۵۰            | ۱۲             | ۷            | ۸                   | ۱۰۰                 |
| قنات عمومی             | بخش صالح‌آباد شهرستان بهار | میحمله               | ۲۰۰            | ۵              | ۶            | ۶                   | ۱۰۰                 |
| قنات عمومی             | بخش لالجین شهرستان بهار   | حسین‌آباد کارخانه قند | ۳۵۰            | ۸              | ۸            | ۲۰                  | ۲۰                  |
| قنات عمومی             | بخش صالح‌آباد شهرستان بهار | میحمله               | ۲۰۰            | ۶              | ۷            | ۱۰                  | ۱۵۰                 |
| قنات عمومی             | بخش صالح‌آباد شهرستان بهار | ساربانلر             | ۳۰۰            | ۱۰             | ۶            | ۸                   | ۸۰                  |
| قنات عمومی             | بخش لالجین شهرستان بهار   | حسین‌آباد کارخانه قند | ۳۰۰            | ۷              | ۷            | ۲۰                  | ۲۰                  |
| قنات عمومی             | بخش صالح‌آباد شهرستان بهار | رسول‌آباد             | ۲۵۰            | ۱۰             | ۸            | ۱۲                  | ۲۰                  |
| قنات عمومی             | بخش صالح‌آباد شهرستان بهار | حسن قشلاق            | ۱۵۰            | ۵              | ۶            | ۶                   | ۱۵                  |
| قنات عمومی             | بخش صالح‌آباد شهرستان بهار | حسن ابدال            | ۲۰۰            | ۶              | ۷            | ۸                   | ۵۰                  |
| قنات عمومی             | بخش صالح‌آباد شهرستان بهار | بهادربیک             | ۶۰۰            | ۳۰             | ۷            | ۲۵                  | ۳۰                  |
| قنات عمومی             | بخش صالح‌آباد شهرستان بهار | آق کهریز             | ۲۵۰            | ۱۲             | ۷            | ۸                   | ۵۰                  |
| قنات عمومی             | بخش صالح‌آباد شهرستان بهار | آق کهریز             | ۳۰۰            | ۱۰             | ۷            | ۵                   | ۵۰                  |
| قنات عمومی             | بخش لالجین شهرستان بهار   | میرزاحصاری           | ۲۰۰            | ۷              | ۶            | ۸                   | ۳۵                  |
| قنات عمومی             | بخش صالح‌آباد شهرستان بهار | دربند                | ۶۰۰            | ۲۰             | ۷            | ۲۰                  | ۱۲۰                 |
| قنات عمومی             | بخش صالح‌آباد شهرستان بهار | خلیل کرد             | ۲۵۰            | ۵              | ۸            | ۸                   | ۲۰                  |
| قنات عمومی             | بخش صالح‌آباد شهرستان بهار | خلیل کرد             | ۷۰۰            | ۱۵             | ۱۲           | ۲۵                  | ۵۰                  |
| قنات عمومی             | بخش مرکزی شهرستان بهار    | نورآباد              | ۳۵۰            | ۱۴             | ۱۰           | ۱۲                  | ۴۰                  |
| قنات عمومی             | بخش صالح‌آباد شهرستان بهار | حسن قشلاق            | ۱۲۰۰           | ۲۰             | ۱۲           | ۲۵                  | ۶۰                  |
| قنات عمومی             | بخش صالح‌آباد شهرستان بهار | پرلوپ                | ۳۰۰            | ۷              | ۸            | ۱۲                  | ۱۲۰                 |
| قنات عمومی             | بخش مرکزی شهرستان بهار    | فیسجان               | ۲۰۰            | ۱۰             | ۷            | ۸                   | ۳۰                  |
| قنات عمومی             | بخش صالح‌آباد شهرستان بهار | تاج‌آباد              | ۴۵۰            | ۱۳             | ۱۲           | ۱۸                  | ۳۰                  |
| قنات عمومی             | بخش مرکزی شهرستان بهار    | سیمین                | ۱۵۰۰           | ۲۰             | ۱۰           | ۰                   | ۵۰                  |
| قنات عمومی             | بخش صالح‌آباد شهرستان بهار | خلیل کرد             | ۶۰۰            | ۲۵             | ۱۵           | ۳۲                  | ۱۲۰                 |
| قنات عمومی             | بخش مرکزی شهرستان بهار    | حسین‌آباد             | ۲۲۰۰           | ۵۰             | ۱۵           | ۲۵                  | ۷۰                  |
| قنات عمومی             | بخش صالح‌آباد شهرستان بهار | اکبرآباد             | ۳۰۰            | ۷۵             | ۱۵           | ۰                   | ۸۰                  |
| قنات عمومی             | بخش صالح‌آباد شهرستان بهار | گوگ تپه              | ۱۵۰۰           | ۴۰             | ۱۲           | ۳۰                  | ۱۰۰                 |
| قنات عمومی             | بخش صالح‌آباد شهرستان بهار | ساربانلر             | ۲۵۰            | ۸              | ۷            | ۸                   | ۸۰                  |
| قنات عمومی             | بخش صالح‌آباد شهرستان بهار | حسن قشلاق            | ۱۵۰۰           | ۴۰             | ۱۵           | ۵۰                  | ۷۰                  |
| قنات عمومی             | بخش صالح‌آباد شهرستان بهار | پرلوک                | ۴۱۰            | ۲۰             | ۸            | ۱۰                  | ۳۰                  |
| قنات عمومی             | بخش صالح‌آباد شهرستان بهار | دهنو                 | ۴۵۰            | ۴              | ۱۰           | ۱۰                  | ۲۰                  |
| قنات عمومی             | بخش صالح‌آباد شهرستان بهار | صالح‌آباد             | ۲۰۰۰           | ۳۵             | ۱۲           | ۲۵                  | ۱۰۰                 |
| قنات عمومی             | بخش صالح‌آباد شهرستان بهار | کموش بلاح            | ۲۵۰            | ۸              | ۷            | ۱۰                  | ۸۰                  |
| قنات عمومی             | بخش لالجین شهرستان بهار   | هارون‌آباد            | ۲۰۰۰           | ۶۰             | ۱۲           | ۳۰                  | ۱۰۰                 |
| قنات عمومی             | بخش صالح‌آباد شهرستان بهار | کموش بلاح            | ۳۰۰            | ۱۰             | ۸            | ۱۵                  | ۵۰                  |
| قنات عمومی             | بخش صالح‌آباد شهرستان بهار | لک                   | ۶۰۰            | ۲۵             | ۱۲           | ۱۰                  | ۲۵                  |
| قنات عمومی             | بخش صالح‌آباد شهرستان بهار | کموش بلاح            | ۲۵             | ۸              | ۷            | ۱۲                  | ۵۰                  |
| قنات عمومی             | بخش صالح‌آباد شهرستان بهار | کریم‌آباد             | ۱۵۰۰           | ۷              | ۱۰           | ۳۰                  | ۱۰۰                 |
| قنات عمومی             | بخش مرکزی شهرستان بهار    | ابرومز               | ۷۰۰            | ۳۵             | ۱۲           | ۲۰                  | ۵۰                  |
| قنات عمومی             | بخش صالح‌آباد شهرستان بهار | گنبدحسین             | ۶۰۰            | ۳۰             | ۸            | ۳۰                  | ۳۰                  |
| قنات عمومی خان‌آباد     | بخش صالح‌آباد شهرستان بهار | خان‌آباد              | ۴۷۰            | ۲۵             | ۷            | ۸                   | ۳۵                  |
| قنات عمومی دورسته      | بخش صالح‌آباد شهرستان بهار | خلیل کرد             | ۷۵۰            | ۴۰             | ۸            | ۲۵                  | ۸۰                  |
| قنات مجنونی            | بخش مرکزی شهرستان بهار    | حسین‌آباد آشوری       | ۲۵۰            | ۷              | ۷            | ۹                   | ۲۰                  |
| قنات مزرعه             | بخش مرکزی شهرستان بهار    | ابرومند              | ۵۵۰            | ۳۰             | ۱۲           | ۲۵                  | ۸۰                  |
| قنات پائین‌آباد ی       | بخش صالح‌آباد شهرستان بهار | باباعلی              | ۳۵۰            | ۱۰             | ۸            | ۲۵                  | ۳۰                  |
| قنات کاریز             | بخش صالح‌آباد شهرستان بهار | همه کسی              | ۳۰۰            | ۱۲             | ۷۰           | ۱۰                  | ۲۰                  |
| قنات کهریز             | بخش صالح‌آباد شهرستان بهار | باباعلی              | ۲۰۰            | ۳              | ۵            | ۴۰                  | ۳۰                  |
| قنات کیلیه             | بخش صالح‌آباد شهرستان بهار | همه کسی              | ۳۰۰            | ۱۲             | ۷            | ۱۰                  | ۲۰                  |
| قنات گروهی             | بخش مرکزی شهرستان بهار    | زاغه                 | ۶۰۰            | ۱۵             | ۱۲           | ۱۵                  | ۵۰                  |
| قنات گروهی             | بخش صالح‌آباد شهرستان بهار | لک                   | ۳۰۰            | ۲۰             | ۷            | ۸                   | ۳۰                  |
| قنات گروهی             | بخش صالح‌آباد شهرستان بهار | همه کس               | ۲۵۰            | ۲۵             | ۸            | ۲۵                  | ۳۰                  |
| قنات گروهی             | بخش صالح‌آباد شهرستان بهار | میحمله               | ۴۰۰            | ۱۵             | ۸            | ۱۲                  | ۲۰                  |
| قنات گروهی             | بخش مرکزی شهرستان بهار    | گوشدان               | ۱۵۰            | ۸              | ۶            | ۸                   | ۱۵                  |
| قنات گروهی             | بخش مرکزی شهرستان بهار    | وهنان                | ۲۰۰            | ۱۰             | ۷            | ۸                   | ۲۰                  |
| قنات گروهی             | بخش مرکزی شهرستان بهار    | رباط                 | ۴۵۰            | ۲۰             | ۶            | ۶                   | ۲۰                  |
| محبت علی بومی          | بخش صالح‌آباد شهرستان بهار | حسین‌آباد             | ۱۰۰            | ۰              | ۰            | ۰                   | ۵                   |
| محراب علی بنیادی       | بخش صالح‌آباد شهرستان بهار | منحمله سفلی          | ۲۰۰            | ۴              | ۶            | ۸                   | ۵                   |
| محمد امانتی            | بخش صالح‌آباد شهرستان بهار | گنبدان               | ۱۵۰            | ۷              | ۶            | ۸                   | ۵                   |
| محمد بهرامی            | بخش صالح‌آباد شهرستان بهار | میحمله اولیا         | ۱۵۰            | ۶              | ۸            | ۸                   | ۵                   |
| محمد بهرامی            | بخش صالح‌آباد شهرستان بهار | میحمله علیا          | ۲۰۰            | ۷              | ۷            | ۵                   | ۵                   |
| محمد عافیتی            | بخش مرکزی شهرستان بهار    | نورآباد              | ۱۵۰            | ۴              | ۴            | ۸                   | ۵                   |
| محمد وهنانی            | بخش مرکزی شهرستان بهار    | وهنان                | ۱۰۰            | ۶              | ۶            | ۷                   | ۴                   |
| محمد کاظمی             | بخش صالح‌آباد شهرستان بهار | ساربانلر             | ۱۵۰            | ۴              | ۶            | ۸                   | ۵                   |
| محمدابراهیم فرهادی     | بخش صالح‌آباد شهرستان بهار | همه کس               | ۲۰۰            | ۴              | ۶            | ۱۰                  | ۵                   |
| محمدتقی عیار           | بخش لالجین شهرستان بهار   | گنبدان               | ۲۵۰            | ۹              | ۷            | ۷                   | ۱۵                  |
| محمدحسین سالم اطلاعات  | بخش صالح‌آباد شهرستان بهار | گوگ تپه              | ۵۰             | ۰              | ۴            | ۳                   | ۴                   |
| محمدحسین نوروزی        | بخش صالح‌آباد شهرستان بهار | قره آغاج             | ۳۰۰            | ۵              | ۸            | ۸                   | ۱۵                  |
| محمدرضا جعفری          | بخش صالح‌آباد شهرستان بهار | پهنه بر              | ۱۵۰            | ۵              | ۶            | ۸                   | ۵                   |
| محمدرضا صیرفی          | بخش صالح‌آباد شهرستان بهار | باباعلی              | ۲۰۰            | ۷              | ۶            | ۱۰                  | ۵                   |
| محمدساعدی              | بخش صالح‌آباد شهرستان بهار | قره آغاج             | ۱۵۰            | ۷              | ۷            | ۸                   | ۱۵                  |
| محمدعلی                | بخش صالح‌آباد شهرستان بهار | قراغاج               | ۲۰۰            | ۶              | ۷            | ۴                   | ۶                   |
| محمدعلی لیاقتی         | بخش صالح‌آباد شهرستان بهار | خلیل کرد             | ۳۰۰            | ۱۰             | ۷            | ۸                   | ۲۰                  |
| محمدعلی نوری           | بخش صالح‌آباد شهرستان بهار | قراغاج               | ۲۰۰            | ۸              | ۶            | ۵                   | ۶                   |
| محمدمحمدی و شریک       | بخش مرکزی شهرستان بهار    | فیسجان               | ۱۶۰            | ۴              | ۴            | ۱۰                  | ۵                   |
| مرادعلی بهرامی عنایت   | بخش صالح‌آباد شهرستان بهار | باباعلی              | ۱۵۰            | ۴              | ۶            | ۶                   | ۵                   |
| مرند کهریز             | بخش مرکزی شهرستان بهار    | ابرومند              | ۶۰۰            | ۳۰             | ۱۲           | ۳۰                  | ۸۰                  |
| مصطفی اکبری            | بخش صالح‌آباد شهرستان بهار | باباعلی              | ۱۵۰            | ۷              | ۶            | ۸                   | ۵                   |
| معصوم علی زارع         | بخش مرکزی شهرستان بهار    | وهنان                | ۱۵۰            | ۴              | ۵            | ۸                   | ۱۰                  |
| ملک الیاس              | بخش مرکزی شهرستان بهار    | زاغه                 | ۲۰۰۰           | ۶۰             | ۱۵           | ۱۵                  | ۵۰                  |
| ملک نجف                | بخش مرکزی شهرستان بهار    | رباط                 | ۵۰۰            | ۶              | ۱۰           | ۱۰                  | ۳۰                  |
| ملیسان                 | بخش صالح‌آباد شهرستان بهار | همه کسی              | ۲۵۰            | ۸              | ۷            | ۱۲                  | ۲۰                  |
| میان باغها             | بخش مرکزی شهرستان بهار    | سیمین                | ۱۰۰۰           | ۲۰             | ۱۲           | ۱۵                  | ۲۰                  |
| میرزا رضا خواجه باشی   | بخش صالح‌آباد شهرستان بهار | حسن ابدال            | ۲۰۰            | ۳              | ۶            | ۵                   | ۵                   |
| نجفقلی لیره گروهی      | بخش مرکزی شهرستان بهار    | سیمین                | ۵۰۰            | ۸              | ۱۰           | ۱۲                  | ۳                   |
| نصرت الله‌ایرانپور      | بخش صالح‌آباد شهرستان بهار | همه کس               | ۲۵۰            | ۶              | ۸            | ۱۰                  | ۲۰                  |
| نصرت اله خادم وطن      | بخش صالح‌آباد شهرستان بهار | ساربانلر             | ۱۸۰            | ۵              | ۶            | ۹                   | ۲۰                  |
| نصرت اله رضائی یوسف    | بخش صالح‌آباد شهرستان بهار | پرلوک                | ۲۰۰            | ۶              | ۷            | ۱۰                  | ۱۰                  |
| نظرعلی مشتاقی و شرکا   | بخش مرکزی شهرستان بهار    | سیمن                 | ۲۰۰            | ۶              | ۷            | ۸                   | ۲۰                  |
| نعمت الله عمیدی پاک    | بخش لالجین شهرستان بهار   | میرزا حصاری          | ۱۵۰            | ۳              | ۵            | ۸                   | ۵                   |
| نورعلی سلطانی و شرکا   | بخش صالح‌آباد شهرستان بهار | میحمله سفلی          | ۲۰۰            | ۶              | ۶            | ۸                   | ۲۰                  |
| نورمحمد سلطانی         | بخش مرکزی شهرستان بهار    | چایان                | ۲۰۰            | ۳              | ۷            | ۵                   | ۵                   |
| نیات خسروی             | بخش صالح‌آباد شهرستان بهار | رسول‌آباد عیا         | ۱۰             | ۰              | ۰            | ۸                   | ۵                   |
| هاشم لطیفی             | بخش مرکزی شهرستان بهار    | بهار                 | ۱۵۰۰           | ۳۰             | ۱۳           | ۲۵                  | ۳۰                  |
| وجی الله عباسی         | بخش لالجین شهرستان بهار   | جمشیدآباد            | ۲۵۰            | ۵              | ۶            | ۵                   | ۲۰                  |
| پرنس آقائی             | بخش صالح‌آباد شهرستان بهار | همه کس               | ۲۰۰            | ۵              | ۶            | ۸                   | ۲۰                  |
| چشمه رسولی             | بخش صالح‌آباد شهرستان بهار | همه کسی              | ۲۵۰            | ۸              | ۶            | ۱۰                  | ۲۰                  |
| چشمه مولا              | بخش صالح‌آباد شهرستان بهار | همه کسی              | ۱۵۰            | ۷              | ۶            | ۱۰                  | ۱۰                  |
| چشمه کشتی              | بخش مرکزی شهرستان بهار    | زاغه                 | ۵۰۰            | ۳۰             | ۸            | ۲۵                  | ۲۰۰                 |
| کاظم ذوالفقاری         | بخش صالح‌آباد شهرستان بهار | دهنو                 | ۲۰۰            | ۴              | ۵            | ۸                   | ۵                   |
| کماندره                | بخش صالح‌آباد شهرستان بهار | حسین‌آباد خرابه       | ۴۰۰            | ۶              | ۷            | ۸                   | ۱۰۰                 |
| کمرعمومی داخل‌آباد ی    | بخش صالح‌آباد شهرستان بهار | کمرش بلاغ            | ۲۵۰            | ۸              | ۷            | ۱۲                  | ۲۵                  |
| کمرعمومی پایین‌آباد ی   | بخش صالح‌آباد شهرستان بهار | کمرش بلاغ            | ۲۰۰            | ۸              | ۷            | ۱۲                  | ۲۵                  |
| کموتلان                | بخش صالح‌آباد شهرستان بهار | همه کسی              | ۳۰۰            | ۱۰             | ۷۰           | ۸                   | ۳۰                  |
| کهریز دره              | بخش صالح‌آباد شهرستان بهار | حسین‌آباد خرابه       | ۳۰۰            | ۷              | ۸            | ۱۲                  | ۱۰۰                 |
| کهریزدره               | بخش صالح‌آباد شهرستان بهار | گوگ تپه              | ۱۲۰۰           | ۴۰             | ۱۲           | ۳۰                  | ۱۰۰                 |
| کوله مرز               | بخش مرکزی شهرستان بهار    | زاغه                 | ۵۰۰            | ۳۰             | ۸            | ۲۰                  | ۲۰۰                 |
| گروهی- آق کهریز        | بخش صالح‌آباد شهرستان بهار | چشمه کبود            | ۵۰۰            | ۴۰             | ۱۰           | ۲۰                  | ۷۰                  |
| گروهی- دیم کهریز       | بخش صالح‌آباد شهرستان بهار | چشمه کبود            | ۵۰۰            | ۲۵             | ۸            | ۱۰                  | ۲۰                  |
| گروهی- طاص تپه         | بخش لالجین شهرستان بهار   | جمشیدآباد            | ۱۰۰            | ۲              | ۵            | ۱۰                  | ۱۵                  |
| گنداب                  | بخش مرکزی شهرستان بهار    | زاغه                 | ۵۰۰            | ۳۰             | ۸            | ۲۵                  | ۲۰۰                 |
| یحیی پناهی             | بخش مرکزی شهرستان بهار    | حسین‌آباد             | ۱۵۰            | ۴              | ۶            | ۱۰                  | ۱۵                  |